# Atalarik
Atalarik (rođen 516., umro 534. godine) je bio ostrogotski kralj i unuk Teodorika Velikog. Prijestolje je naslijedio od djeda Teodorika Velikog poslije njegove smrti 526. godine. Budući da je Atalarik tada imao samo deset godina, njegova je majka Amalasunta postala regentica.
Majka mu je pokušala osigurati obrazovanje u duhu rimske tradicije, ali ostrogotsko plemstvo se tome opiralo i zahtijevalo je da i ono ima utjecaj na njegov odgoj. Za ostrogotsko plemstvo, koje je još uvijek bilo barbarsko, obrazovanje je bilo nebitno. Zahtijevalo je da kralj bude ratnički obučen te da se i ponaša kao ostali barbari. Taj utjecaj doveo je do toga da je Atalarik postao previše odan porocima (pretjeranom opijanju), što ga je fizički ugrozilo te je umro vrlo mlad, 534. godine.